# Nicotiana azambujae
Nicotiana azambujae ist eine Pflanzenart aus der Gattung Tabak (Nicotiana) in der Familie der Nachtschattengewächse (Solanaceae).

## Beschreibung
Nicotiana azambujae ist eine krautige Pflanze, die mehr oder weniger klebrig behaart ist. Die Stängel sind langgestreckt, nahezu aufrecht und schlank. Die Laubblätter sind am Stängel aufsitzend, aber nicht herablaufend, umgekehrt lanzettlich und nach vorne zugespitzt und etwas geöhrt. Sie werden 18 cm lang und 6 cm breit.
Die Blütenstände sind lockere Trauben, die bis zu 36 cm lang werden können. Die Blütenstiele sind fein und an der Blüte 4 mm, an der Frucht 6 mm lang. Der Kelch ist schmal glockenförmig, 7 mm lang und tief gelappt. Die Lappen sind linealisch, zugespitzt und mehr als doppelt so lang wie die Kelchröhre. Die Krone ist rot-purpurn, die Kronröhre ist schmal umgekehrt konisch und 9 mm lang. An der Spitze ist sie aufgeblasen. Der Kronsaum hat einen Durchmesser von 10 mm und ist mit breit eiförmigen, abgerundeten Lappen besetzt. Die Staubblätter sind ungleichförmig und stehen nicht über die Krone hinaus.

## Verbreitung
Die Art ist in Brasilien verbreitet.

## Systematik
Innerhalb der Gattung Nicotiana ist die Art in die Sektion Alatae eingeordnet.

## Nachweise
1. 1 2 3  Lyman Bradford Smith und Robert Jack Downs: Notes on Solanaceae. In: Phytologia, Band 10, Nummer 6, 1964. S. 423–453.
2. ↑  James J. Clarkson et al.: Phylogenetic relationships in Nicotiana (Solanaceae) inferred from multiple plastid DNA regions. In: Molecular Phylogenetics and Evolution, Band 33, 2004. Seiten 75–90.